# Zygmunt Klein
Zygmunt Klein (ur. 1935, zm. 7 stycznia 2015) – polski działacz samorządowy i sportowy, inżynier, w latach 1982–1986 prezydent Chorzowa.

## Życiorys
Ukończył studia magisterskie. Udzielał się jako działacz sportowy (piłkarski i siatkarski). Wieloletni pracownik urzędu miejskiego w Chorzowie, w latach 1982–1986 pełnił funkcję prezydenta miasta.
Zmarł w wieku 79 lat. 10 stycznia 2015 pochowany na cmentarzu przy parafii św. Jadwigi Śląskiej w Chorzowie.